# Eva Skalníková
Eva Skalníková (ur. 15 stycznia 1985 w Nové Město na Moravě) – czeska biegaczka narciarska. Była uczestniczką Mistrzostw świata w narciarstwie klasycznym w Libercu (2009), a także Zimowych Igrzysk Olimpijskich w Vancouver (2010).

## Osiągnięcia

### Igrzyska olimpijskie
| Miejsce | Dzień     | Rok  | Miejscowość | Konkurencja                            | Czas biegu  | Strata       | Zwyciężczyni      |
| ------- | --------- | ---- | ----------- | -------------------------------------- | ----------- | ------------ | ----------------- |
| 12.     | 25 lutego | 2010 | Whistler    | sztafeta 4x5 km                        | 59:11,2 min | +3:51,7 min  | Norwegia          |
| 47.     | 27 lutego | 2010 | Whistler    | 30 km stylem klasycznym (start masowy) | 1:44:47,8 h | +14:14,1 min | Justyna Kowalczyk |

### Mistrzostwa świata
| Miejsce | Dzień     | Rok  | Miejscowość | Konkurencja                                  | Czas biegu  | Strata      | Zwyciężczyni        |
| ------- | --------- | ---- | ----------- | -------------------------------------------- | ----------- | ----------- | ------------------- |
| 45.     | 19 lutego | 2009 | Liberec     | 10 km stylem klasycznym (start indywidualny) | 31:31,5 min | +3:18,7 min | Aino-Kaisa Saarinen |
| 49.     | 21 lutego | 2009 | Liberec     | 15 km bieg łączony                           | 46:00,5 min | +5:05,2 min | Justyna Kowalczyk   |
| 12.     | 26 lutego | 2009 | Liberec     | sztafeta 4x5 km                              | 57:33,4 min | +3:09,1 min | Finlandia           |

### Mistrzostwa świata juniorów
| Miejsce | Dzień       | Rok  | Miejscowość             | Konkurencja                            | Czas biegu  | Strata      | Zwyciężczyni          |
| ------- | ----------- | ---- | ----------------------- | -------------------------------------- | ----------- | ----------- | --------------------- |
| 55.     | 22 stycznia | 2002 | Schonach im Schwarzwald | 15 km stylem klasycznym (start masowy) | 51:07,9 min | +7:07,9 min | Jewgienija Krawcowa   |
| 51.     | 24 stycznia | 2002 | Schonach im Schwarzwald | 5 km stylem dowolnym                   | 18:04,0 min | +1:48,9 min | Elodie Bourgeois Pin  |
| 40.     | 4 lutego    | 2003 | Sollefteå               | 15 km stylem dowolnym (start masowy)   | 50:50,1 min | +4:12,4 min | Jekatierina Woroncowa |
| 50.     | 8 lutego    | 2003 | Sollefteå               | sprint stylem dowolnym                 | 2:33,4 min  | +14,4 s     | Mona-Liisa Malvalehto |
| 21.     | 3 lutego    | 2004 | Stryn                   | 15 km stylem dowolnym (start masowy)   | 48:59,4 min | +2:46,8 min | Irina Chazowa         |
| 46.     | 7 lutego    | 2004 | Stryn                   | sprint stylem dowolnym                 | 2:06,4 min  | -           | Astrid Øvstedal       |
| 54.     | 21 marca    | 2005 | Rovaniemi               | 10 km bieg łączony                     | 33:20,7 min | +3:55,8 min | Marte Elden           |
| 55.     | 25 marca    | 2005 | Rovaniemi               | 5 km stylem dowolnym                   | 16:27,3 min | +2:02,5 min | Natalja Iljina        |